# HitRadio Veronica Top 30
De HitRadio Veronica Top 30 was een hitlijst op het landelijke radiostation HitRadio. De lijst werd samengesteld door de Stichting Nederlandse Top 40, en werd gepresenteerd door Patrick Kicken. De lijst was gebaseerd op airplay-gegevens van populaire jongerenstations en downloads.